# Форос (налог)
Фо́рос (греч. φόρος) — денежный налог в Древней Греции в период 477—413 гг. до н. э., для покрытия общих военных расходов.
Общая сумма фороса со временем росла: вначале в 477 до н. э. она составляла 460 талантов, позже в 437 до н. э. — 600 талантов, потом в 425 до н. э. — 1300 талантов. Форос вносился ежегодно к празднику Великих Дионисий.
Фактически большинство средств поступали непосредственно в Афины, поскольку сокровищница Делосского союза была перенесена сюда из Делоса. Таким образом Афины увеличили свою военную мощь, в результате чего стали доминирующим государством во главе союза.
Взыскание фороса с союзников, ограничение свободной торговли на море, клерухии — всё это вызывало у союзников возмущение и желание освободиться от обязательств. По этим причинам в 431 до н. э. началась самая масштабная война в истории Древней Греции — Пелопоннесская война.